# Charles Reidpath
Charles Decker Reidpath (* 20. September 1889 in Buffalo, New York; † 21. Oktober 1975 in Kenmore, N.Y.) war ein US-amerikanischer Stadtbaumeister, Stadtplaner, Leichtathlet und Olympiasieger.

## Leben
Reidpath studierte von 1908 bis 1912 an der Syracuse University. In dieser Zeit wurde er zum College-Star, als er die 220 und 440 Yards gewann. Nach Beendigung seines Studiums sollte er sein sportliches Engagement beenden und eine Position im elterlichen Familienbetrieb im Buffalo annehmen. Trotzdem ließ er sich in die Olympiamannschaft aufnehmen und reiste nach Schweden.

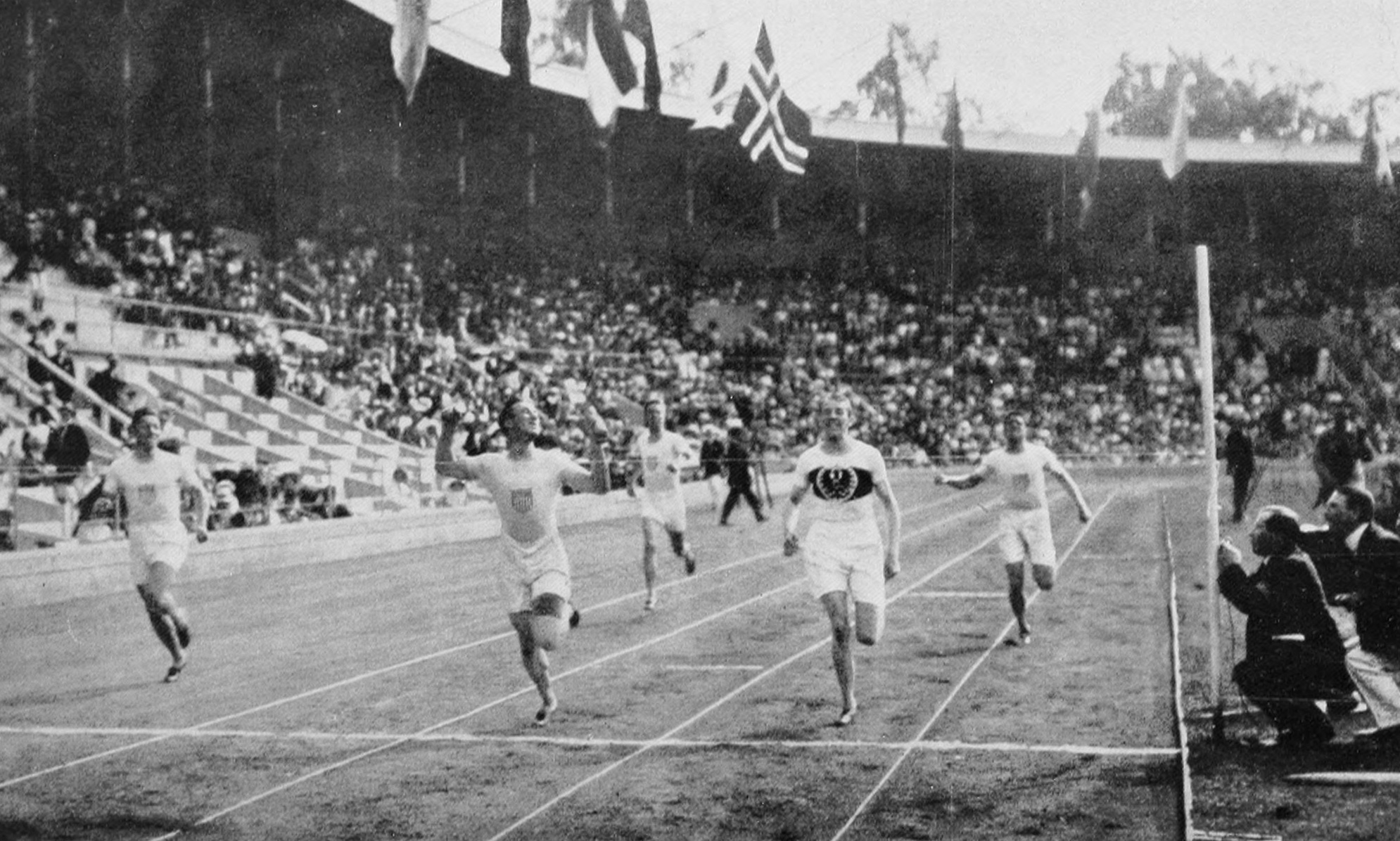
Reidpath gewinnt bei den Olympischen Spielen 1912 über 400 Meter

Bei der V. Olympischen Spielen 1912 in Stockholm gewann er die Goldmedaille im 400-Meter-Lauf mit einem neuen olympischen Rekord von 48,2 s, vor dem Deutschen Hanns Braun und dem US-Amerikaner Edward Lindberg sowie die Mannschaftsgoldmedaille im 4-mal-400-Meter-Staffellauf mit einem neuen Weltrekord von 3:16,6 min, zusammen mit seinen Teamkollegen Mel Sheppard, Edward Lindberg und Ted Meredith, vor den Teams aus Frankreich und Großbritannien. Sein olympischer Rekord über 400 Meter wurde erst 1924 von Eric Liddell gebrochen. Der 400-Meter-Lauf war damals heftig umstritten, da die Vorrunden und das Halbfinale nicht in individuell vorgegebenen Bahnen, sondern frei gestartet wurden. Das Ergebnis war eine Konfrontation zwischen den Deutschen Hanns Braun und dem US-Amerikaner Donnell. Braun soll Donnell behindert haben, aber Donnell wurde disqualifiziert. Infolgedessen wurde das Finale zwischen Braun und Reidpath entschieden. Beim Finale führte die ersten 200 Meter Hanns Braun, aber in der letzten Hälfte des Rennens holte Reidpath auf und gewann schließlich das Rennen mit einem minimalen Vorsprung.
Nach den Olympischen Spielen nahm er eine Stellung bei einem Bauunternehmen an, in der er bis 1937 blieb. Danach wurde er zum Stadtbaumeister und Stadtplaner in Buffalo ernannt und war mitverantwortlich für den Bau der Federal Reserve Bank, als Gesamtverantwortlicher für die architektonische Konstruktion. Auch seine militärische Karriere war erstaunlich. Im Zweiten Weltkrieg diente er in England, Frankreich und Belgien im Nachschub-Corps. In Belgien wurde er nach dem Krieg zum Offizier der Krone ernannt, als Anerkennung für seine Leistungen um den wichtigen Hafen von Antwerpen 1944 und 1945. Als er 1948 seinen Abschied nahm, war er im Rang eines Brigadegenerals.
Reidpath verstarb 1975 im Kenmore Mercy Hospital nach kurzer Krankheit im Alter von 86 Jahren.